# Элиникон (аэропорт)
Международный аэропорт «Элиникон» (греч. Διεθνής Αερολιμένας Ελληνικού) — аэропорт в Греции, в Элиниконе, южном пригороде Афин. Являлся главным аэропортом Афин до 2001 года, когда был заменён новым аэропортом «Элефтериос Венизелос». Аэропорт расположен в 7 километрах к югу от Афин и к западу от Глифады.

## История
Аэропорт был построен в 1938 году. В 1941 году Третий рейх вторгся в Грецию, и авиабаза Каламаки (в то время — название аэропорта) использовалась Люфтваффе в качестве авиабазы во время оккупации. После окончания войны правительство Греции дало США разрешение на использование аэропорта с 1945 по 1993 года.
Авиабаза «Гелленикон» открыта 1 октября 1945 года. Аэродром использовался Авиационным транспортным командованием для полётов между Римом и Средним Востоком. 2 мая 1946 года авиабаза была закрыта для работ по восстановлению аэропорта по доктрине Трумэна и плану Маршалла. В мае 1947 года начата реконструкция объектов аэропорта. 1 июля 1948 года на аэродроме были размещена 1015-я (1632-я) эскадрилья аэродромного обслуживания и 10 транспортных самолётов Douglas C-47 Skytrain. 15 ноября 1948 года открыт новый командно-диспетчерский пункт. 13 мая 1951 года открыт новый пассажирский и грузовой терминал. В 1956—1958 году авиабаза была перемещена на одну сторону, аэропорт передан гражданской авиации Греции и назван Афинским международным аэропортом.
В 1960—1969 годах построен второй терминал по проекту архитектора Ээро Сааринена.
По соглашению, Военно-воздушные силы США работали в зоне аэропорта до 1988 года. В 1988 году Греция решила не продлевать соглашения, и ВВС США свернули свою деятельность в аэропорту в 1991 году. Аэропорт был базой национальной авиакомпании Греции Olympic Airlines.
Аэропорт располагал двумя терминалами: западным для Olympic Airlines и восточным — для других авиакомпаний. До закрытия аэропорт обслуживал до 12 миллионов пассажиров в год. Последним самолётом, отправившимся из аэропорта, был Boeing 737, летевший в Салоники.
После закрытия, северо-западная часть аэропорта была переделана под олимпийский комплекс для соревнований во время летних Олимпийских игр 2004 года. Был построен стадион для бейсбола, центр для софтбола, центр для хоккея на траве, центр для гребли на байдарках и каноэ. Также, под Олимпиаду один из ангаров был переделан в крытый зал, в котором проходили финальные соревнования по гандболу и групповой этап соревнований по баскетболу, и зал для фехтования.
В апреле 2011 года в западном терминале был открыт музей Olympic Airlines, среди экспонатов которого — 3 самолёта, оставшиеся в аэропорту ещё с закрытия. Радарный центр Афин по прежнему расположен в Элиниконе.
В заброшенном здании аэропорта образовался стихийный лагерь беженцев из Сирии и Афганистана. В июне 2016 года в нём проживало 1200 человек. В июне 2017 года лагерь был эвакуирован в лагеря беженцев в Дервени и Фивы.

## Список инцидентов
- 26 декабря 1968: обстрел боевиками НФОП самолета авиакомпании Эль Аль. 1 пассажир погиб, тяжело ранена бортпроводница.
- 8 декабря 1969 года: Douglas DC-6 врезался в гору. Все 90 человек на борту погибли.
- 21 октября 1972 года: NAMC YS-11 упал в море при плохой видимости. Из 57 человек на борту 37 погибли.
- 23 января 1973 года: Piaggio P.136[англ.] упал вскоре после взлёта. Один из трёх пассажиров погиб.
- 8 октября 1979 года: Douglas DC-8 выкатился за пределы ВПП, возникший после этого пожар унёс жизни 14 пассажиров из 154.
- 24 марта 1992 года: грузовой Boeing 707 врезался в гору, погибли 7 человек.

- Boeing 707 авиакомпании Olympic Airlines совершает взлёт из Элиникона (1973 год)
- Douglas DC-3 в Элиниконе (1973 год)
- Boeing 747 авиакомпании Olympic Airlines перед посадкой в аэропорту (1996 год)